# Vester Allé
Vester Allé i Aarhus går fra Rådhuspladsen til Vesterbro Torv. Den var oprindeligt en del af det man kaldte "Vejen bag om byen", og den del af ”Vejen bag om byen”, som længst bevarede sin landlige idyl. Den var stykket fra Frederiksport til Aarhus Mølle – Vester Allé.

## Mølledammen drænes
Først i 1870’erne begyndte udvidelsen her. Byens vækst havde indtil da hovedsageligt koncentreret sig i nord og syd. Mod vest lå Aarhus Mølle og Mølledammen i vejen for en de mest oplagte udvidelser. Men først da sluserne i 1873 blev nedlagt, fordi møllen nu skulle drives med dampkraft blev mølledammen drænet og på ganske kort tid opstod der grønne enge der hvor dammen havde været.
Samtidig med at mølledammen blev udlagt til senere bebyggelse opførte man midt på Jeronimusbakkens sydlige side Forsørgelsesanstalten 1869-1870 (hvor ARoS] ligger i dag), mens man i årene 1875-1878 byggede en dragonkaserne på Borgmestertoften – lige over for det nuværende rådhus.

## Fattiggården på bakken
Indtil 1870 havde Klosterbygningen ved Vor Frue Kirke huset de forarmede aarhusianere. Men på grund af pladsmangel opførte man Forsørgelsesanstalten eller Fattiggården som den også blev kaldt. Da den blev taget i brug, var den placeret langt uden for byen, og de fattige må næsten have følt det som en deportation at blive anbragt langt uden for byens grænser. Var man først blevet anbragt på fattiggården, overtog fattigvæsenet den fulde forsørgelse, og fattiglemmerne måtte afgive enhver form for selvbestemmelse. Kosten var til gengæld gratis om end hverken nærende eller rigelig. Til gengæld var der både en fnat- og badestue, hvor lemmerne kunne gennemgå en måske tiltrængt renselsesproces. I folkemunde kom Jeronimusbakken med tiden til at hedde Fattiggårdsbakken.

## Dragonkasernen
Dragonkasernen eller Rytterikasernen som den officielt kom til at hedde, var den første af de militære bygninger som man tog fat på at bygge. Placeringen skyldtes blandt andet at dragonerne i forvejen havde et ridehus her – bygget i 1860. Foruden Ridehuset kom kasernen ud mod Vester Allé til at bestå af den såkaldte skolekaserne, der kunne tages i brug i 1876. Her blev rekrutterne placeret når de blev indkaldt – deraf også navnet Skolekasernen.
I 1932 blev regimentet lagt sammen med 5. Dragonregiment og flyttede til Randers under navnet Jydske Dragonregiment. I forbindelse med sammenlægningen oprettedes under Jyske Dragonregiment to cyklist-eskadroner og et panservognskompagni, som begge fik garnison på Rytterikasernen. Samtidig rykkede to feltartilleriregimenter med deres hestetrukne kanoner ind. Men det egentlige rytteri – dragonerne – var væk, og i 1934 besluttede man, at det gamle navn Rytterikasernen skulle erstattes med Kasernen, Vester Allé. 

## Museum og Bibliotek på Mølleengen
I sommeren 1877 åbnede Aarhus Museum på Vester Allé i den bygning der senere blev kendt som Huset i Aarhus. Der var museum i bygningen til 1970, hvor det flyttede til Moesgård.
Hovedbiblioteket i Aarhus blev bygget i Mølleparken i 1934 og lå der til det i 2015 blev flyttet til det nye multimediehus DOKK1 på havnen.